# Stipodae
 Stipodae, nadtribus trava, dio potporodice Pooideae. Podijeljen je na 4 tribusa
Opisan je u Acta Phytotaxonomica Sinica 18(3): 324–325. 1980.

## Tribusi
1. Ampelodesmeae Tutin
2. Stipeae Dumort.
3. Diarrheneae C.S. Campb.
4. Brachypodieae Harz